# هانايومي تو بابا
هانايومي تو بابا هي سلسلة مانغا يابانيّة بدأَ بثها في 10 نيسان/أبريل 2007 وانتهت في 26 حزيران/يونيو من نفسِ العام بعد بثّ 12 حلقةً من السلسلة.

## القصّة
حصلت أيكو ذات العشرين سنة على وظيفة في شركة للملابس؛ حيثُ كانت حلمها أن تعمل في شركة من هذا النوع. منذُ بداية عملها؛ تمرّ أيمو بمواقف من سيئ لأسوأ؛ حيث أن شخصيتها ليست
اجتماعية بسبب أن والديها (وخاصّة والدها) يحبها كثيرا لدرجة أنه لا يسمح لها لا بالخروج مع الشباب أو الشابات أو القيام بأيّ نشاطٍ آخر من هذا النوع.
يطلبُ الوالدُ من أيكو أن تعودَ دومًا للمنزل قبل السادسة مساءً وهو ما يزيدُ عليها صعوبة. على الرغم من كل توصياته وتحذيراته؛ تقعُ أيكو في حبِ شابٍ كان يعمل معها ويُدعى سيجي فتخوض إلى جانبه معركةً ضدّ والدها حتى يُمكنه الزواج منها في النهاية.

## البطولة
- إيشيهارا ساتومي في دور أوزاكي أيكو
- تاغوتشي جونوسكي في دور ميورا سيجي
- توكيتو سابورو في دور أوزاكي كينتارو

## العرض
- الحلقة الأولى: 14.9 %
- الحلقة الثانية: 11.3 %
- الحلقة الثالثة: 10.3 %
- الحلقة الرابعة: 12.5 %
- الحلقة الخامسة: 11.8 %
- الحلقة السادسة: 11.7 %
- الحلقة السابعة: 12.4 %
- الحلقة الثامنة: 11.7 %
- الحلقة التاسعة: 11.2 %
- الحلقة العاشرة: 10.4 %
- الحلقة الحادية عشر: 11.0 %
- الحلقة الثانية عشر: 11.0 %

متوسط نسبة المشاهدة11.8 %

## روابط خارجية
- هانايومي تو بابا على موقع IMDb (الإنجليزية)
- هانايومي تو بابا على موقع كينوبويسك (الروسية)
- هانايومي تو بابا على موقع قاعدة بيانات الفيلم (الإنجليزية)